# Kaskamuspiessvärri
Kaskamuspiessvärri är en kulle i Finland. Den ligger i Utsjoki kommun och landskapet Lappland, i den norra delen av landet, 1 000 km norr om huvudstaden Helsingfors. Toppen på Kaskamuspiessvärri är 432 meter över havet. Kaskamuspiessvärri ingår i Paistunturit.
Terrängen runt Kaskamuspiessvärri är kuperad västerut, men österut är den platt.  Trakten runt Kaskamuspiessvärri är nära nog obefolkad, med mindre än två invånare per kvadratkilometer. Närmaste större samhälle är Karigasniemi, 14,7 km sydväst om Kaskamuspiessvärri. Omgivningarna runt Kaskamuspiessvärri är i huvudsak ett öppet busklandskap.